# 大城美佐子
大城 美佐子（おおしろ みさこ、1936年7月8日 - 2021年1月17日）は、沖縄民謡の歌手。
「沖縄民謡の重鎮」、「沖縄民謡の偉大なる唄い手」、「民謡界のベテラン」、「沖縄民謡のレジェンド」などと称された。

## 略歴
大阪市大正区に生まれ、沖縄県名護市辺野古で育つ 。10代半ばから料亭で働き、当時人気があった沖縄民謡の唄者、嘉手苅林昌（かでかる・りんしょう）と小浜守栄（こはま・しゅえい）の熱烈なファンになる。当時は女性が三線を弾くことが良しとされなかった時代だったが、自らの耳で唄と三線を覚える。
知名定繁（知名定男の父）に弟子入りして民謡の道に進む。1962年にシングル『片思い』でデビュー。その後、三線を抱えて東京、神奈川、大阪など長らく彷徨し、沖縄に戻ってくる。
沖縄に戻ると嘉手苅林昌とデュオを組むようになった。嘉手苅から「コンビ唄はミサー（大城の愛称）に限る」と言われるほど名コンビとなり、多くのライブ、レコーディングを行った。
芸能生活50周年となる2007年には約10年ぶりにアルバム『唄ウムイ』を発売し、発売記念ライブ、同年7月8日には記念リサイタルも開催された。
2017年には芸能生活60周年としてゆかりのあるアーティストらと共演したアルバム『島思い〜十番勝負』を発売した。
那覇市東町、ゆいレール旭橋駅から徒歩2分の場所に民謡酒場「島思い（しまうむい）」を営んでおり、店内でライヴも開催されていた 。
2021年1月18日未明、那覇市内の自宅で倒れているのが見つかり病院に搬送されるも死去が確認された。死亡診断書によると前日17日午前に急性心筋梗塞のため死去したとされる。84歳没。

## ディスコグラフィー

### アルバム
- 沖縄島唄3 沖縄うらみ節（1975年、ビクターエンタテインメント）
- 沖縄情歌の神髄 片思い（1994年、ビクターエンタテインメント）
- 絹糸声（いーちゅぐい）（1997年、あばさー・レコード）
- 大城美佐子・瀬良垣苗子 絆（1998年、瀬良垣苗子と共演、あばさー・レコード）
- 沖縄スタンダード（1998年、あばさー・レコード）
- 唄ウムイ（2007年、タフビーツ）
- ふたり唄〜ウムイ継承（2009年、よなは徹と共演、タフビーツ）
- 歌ぬ縁（2011年、大城の一番弟子・堀内加奈子と共演、リスペクトレコード）
- OKI meets 大城美佐子 『北と南』（2012年、OKIと共演、タフビーツ）[8]
- 登川誠仁＆大城美佐子 「デュエット」（2012年、登川誠仁と共演、リスペクトレコード）
- 愛唄（かなうた）（2014年、日本伝統文化振興財団）
- 琉球の風と海と月（2015年）
- 島思い〜十番勝負（2017年、タフビーツ）[5][6][13]
  - 宮沢和史、知名定男、ネーネーズ、安里勇、徳原清文、前川守賢、大城琢、宮里恵美子、喜友名朝樹と共演
  - Churashima Navigatorによる「片思い」（リミックス）、「片思い」（1962年のオリジナル音源）を含む。

### DVD
- 一期一会 片思い - 芸能生活50年記念リサイタル公演DVD（2007年）
- 琉球の風と海と太陽 - 大城美佐子芸芸道足掛60周年記念ライブDVD（2017年）

## 出演

### 映画
- もしもしちょいと林昌さん わたしゃアナタにホーレン草 嘉手苅林昌 唄と語り（1995年）
- 夢幻琉球つるヘンリー（1999年） - 主演・島袋つる 役[14]
- ナビィの恋（1999年） - 長老の妻 役
- ホテル・ハイビスカス（2003年） - まやー食いおばぁ 役
- ゴーヤーちゃんぷるー（2006年） - 吉田サヨ 役
- 涙そうそう（2006年）
- 琉神マブヤー THE MOVIE 七つのマブイ（2011年）
- 変魚路（2017年） - カメ 役

### テレビドラマ
- 甲子園とオバーと爆弾なべ（2019年8月7日、NHK BSプレミアム）

## 関連人物
- 知名定繁 - 師匠
- 堀内加奈子 - 弟子[7]
- 嘉手苅林昌 - 大城と嘉手苅は島唄の名コンビとして知られた。